# Adiantum raddianum
Adiantum raddianum là một loài thực vật có mạch trong họ Adiantaceae. Loài này được C. Presl mô tả khoa học đầu tiên năm 1836. Lá loài này có màu xanh đậm, ngoài mép lá có nhiều hình móc, trung bình có từ 8 đến 12 hình móc như vậy. Thân cây và các cành cây màu xanh bóng đậm.

## Hình ảnh

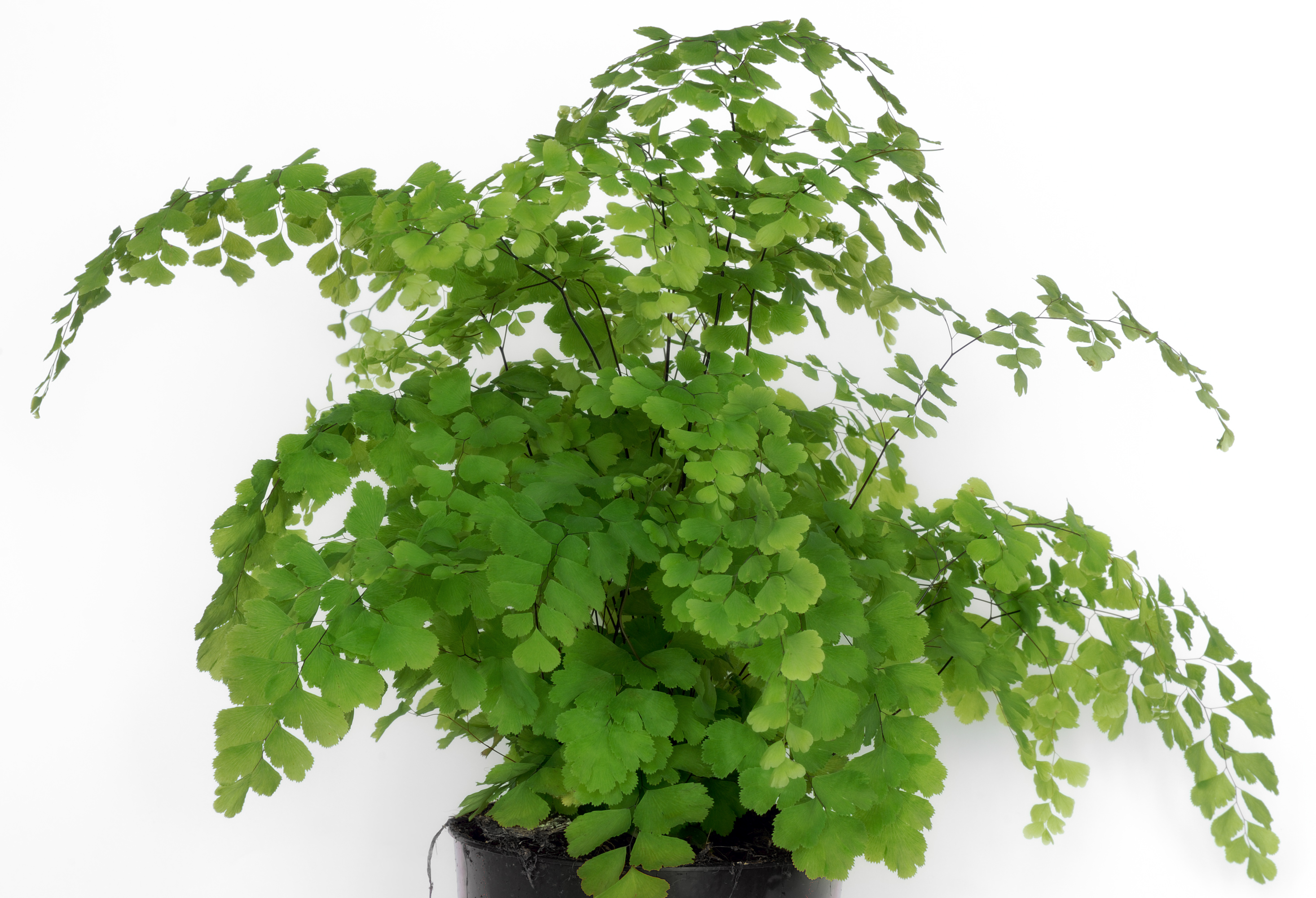
Adiantum raddianum
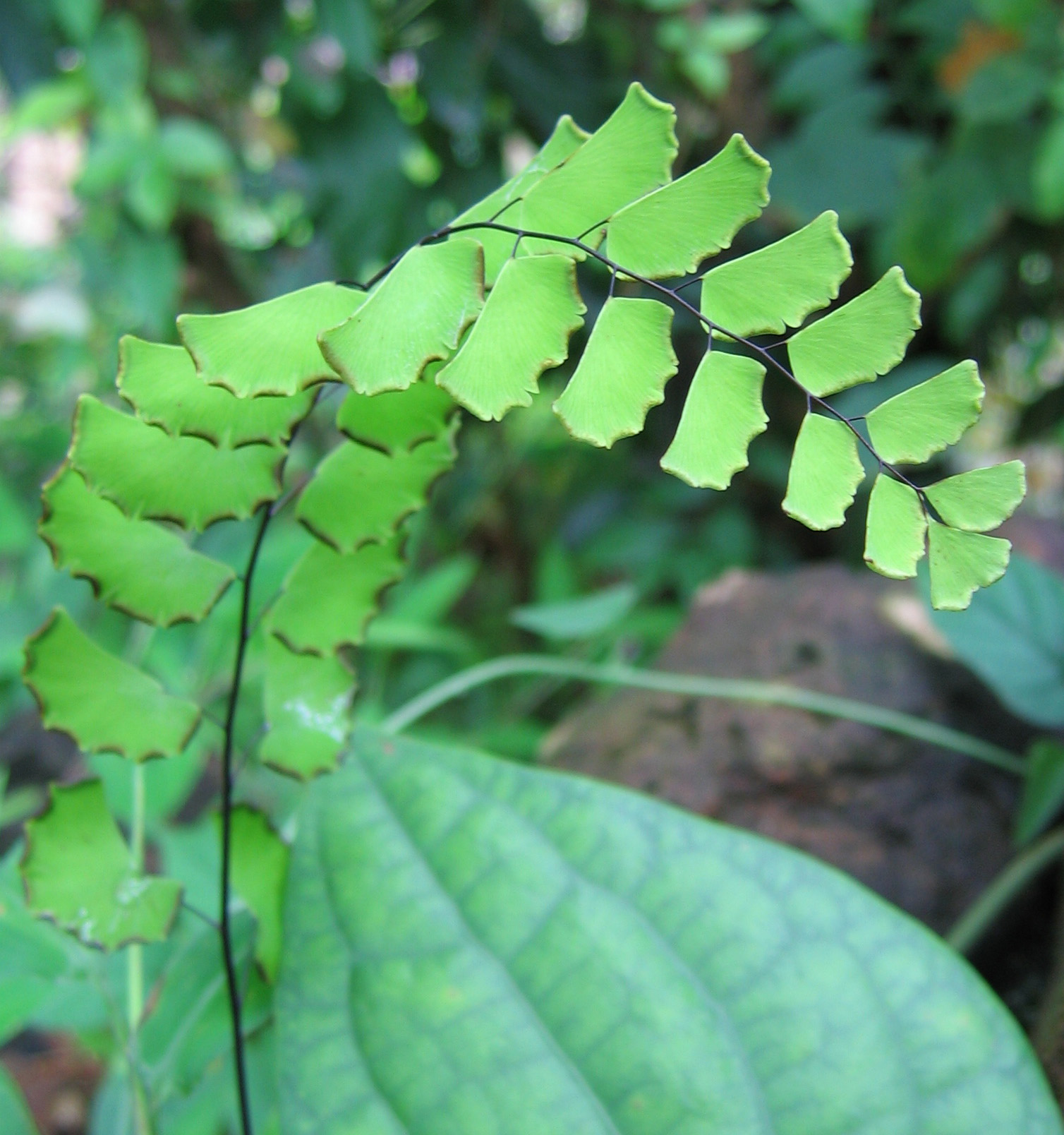
Adiantum Raddianum
Adiantum Raddianum
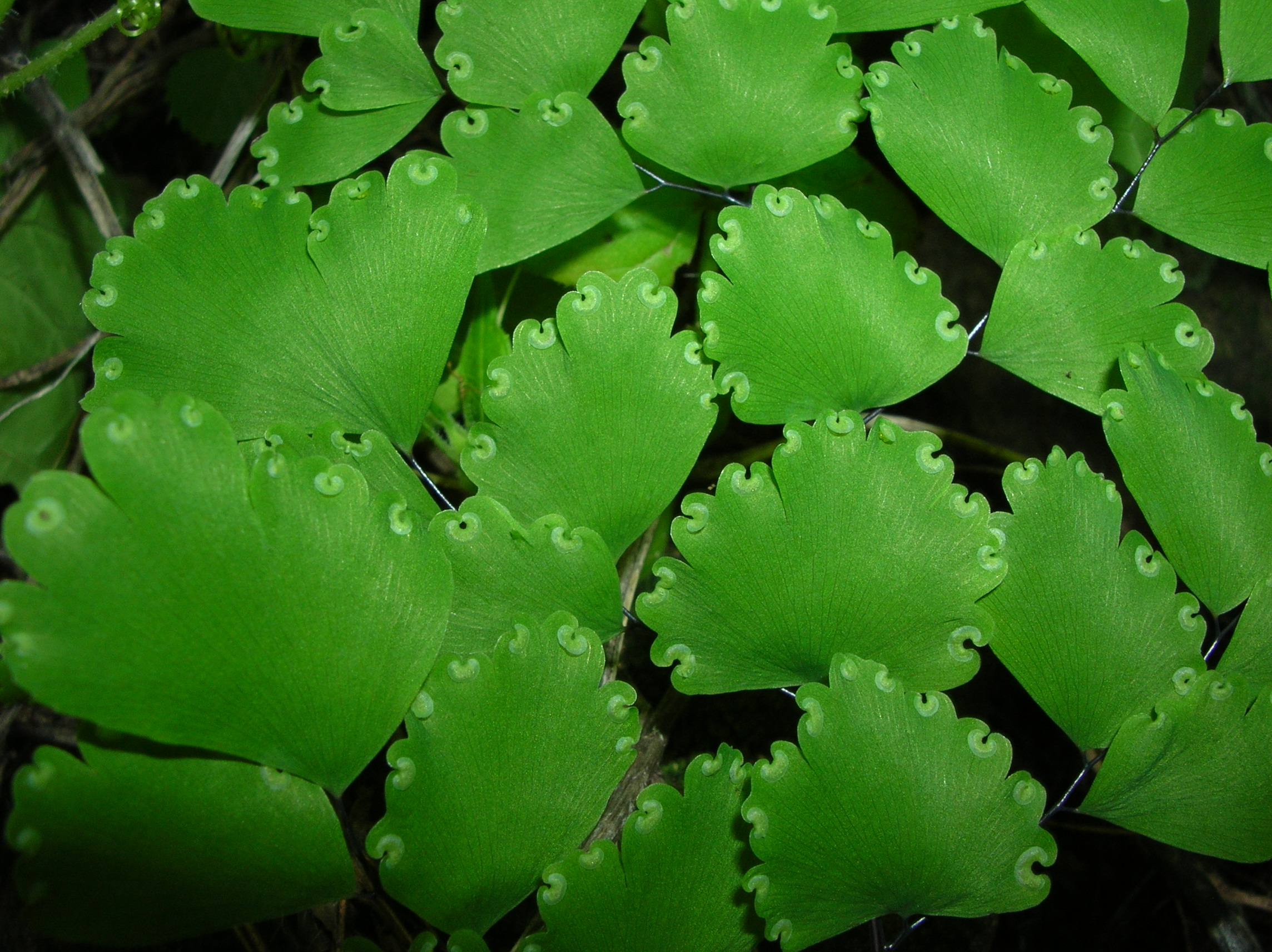
Các lá của loài Adiantum raddianum